# Kōta Takai
Kōta Takai (japanisch 高井 幸大 Takai Kōta; * 4. September 2004 in Yokohama, Präfektur Kanagawa) ist ein japanischer Fußballspieler.

## Karriere
Kōta Takai erlernte das Fußballspielen in der Jugendmannschaft von Kawasaki Frontale. Hier unterschrieb er am 1. Februar 2023 seinen ersten Vertrag. Der Verein aus Kawasaki, einer Stadt in der Präfektur Kanagawa, spielt in der ersten japanischen Liga. Sein Erstligadebüt gab Kōta Takai am 14. April 2023 (8. Spieltag) im Heimspiel gegen Nagoya Grampus. Bei der 1:2-Heimniederlage stand er in der Startelf und spielte die kompletten 90 Minuten. In seiner ersten Saison bestritt er 14 Erstligaspiele. Am 17. Februar 2024 gewann der mit Frontale den Supercup. Das Spiel gegen den Meister Vissel Kōbe wurde mit 1:0 gewonnen. Am 3. Mai 2025 stand er mit Frontale im Finale der AFC Champions League Elite. Hier musste man sich jedoch dem saudi-arabischen Vertreter al-Ahli mit 2:0 geschlagen geben.
Im Sommer 2025 wechselte er zu Tottenham Hotspur und unterschrieb dort einen Vertrag bis 2030.

## Erfolge
Kawasaki Frontale
- Japanischer Supercup-Sieger: 2024
- AFC Champions League Elite-Finalist: 2024/25